# Kutúzovka
Kutúzovka (en rus: Кутузовка) és un poble (un possiólok) del krai de Khabàrovsk, a l'Extrem Orient de Rússia. El 2012 tenia 101 habitants. Pertany al districte rural de Lazó.